# 바다 건너 바퀴 달린 집
《바다 건너 바퀴 달린 집》은 대한민국의 tvN에 방송하는 예능 텔레비전 프로그램이다.

## 출연진
- 성동일
- 김희원
- 장나라